# Карахер, Фергал
Фергал Карахер (англ. Fergal Caraher; 12 апреля 1970, Cullyhanna, Арма — 30 декабря 1990, Cullyhanna, Арма) — волонтёр Ирландской республиканской армии («временного» крыла), член «Шинн Фейн», убитый британскими военным в засаде при Каллиханне.

## Биография
Уроженец Каллиханны, родом из семьи ирландских республиканцев. В семье были также брат Майкл и сестра Мария. В раннем возрасте вступил в «Шинн Фейн» и временное крыло ИРА.
30 декабря 1990 в Каллиханне Фергал со своим братом Майклом, находясь за рулём машины, попал в засаду близ паба и был убит британскими морскими пехотинцами. Его брат Майкл был тяжело ранен, но оправился от ранений и позднее стал одним из снайперов в Южном Арма: его отряд ликвидировал с 1990 по 1997 годы семь британских солдат и двух констеблей Королевской полиции Ольстера. В 1997 году осуждён, но в 2000 году после Белфастского соглашения освобождён.
В 1996 году его сестра Мария избрана в Североирландский форум от Ньюри и Арма, но в выборах в Ассамблею Северной Ирландии 1998 года не участвовала. В настоящий момент является директором ирландскоязычной Bunscoil an Iúir школы в Ньюри.
Фергал упомянут в списке 24 волонтёров в Мемориальном саду в Маллагбоуне (близ холма Слайв).

## Суд
В 1993 году перед судом предстали двое морских пехотинцев: лэнс-капрал Ричард Элкингтон (23 года) и рядовой Эндрю Каллахэн (21 год) из 45-го отряда. По мнению прокурора, Элкингтон остановил машину, выбил в ней боковое стекло прикладом винтовки и открыл огонь, приказа Каллахэну поддержать его, а братья попытались отъехать от паба и скрыться с места стрельбы. Поводом для заведения уголовного дела стал тот факт, что оба солдата забрали опустошённые магазины своих винтовок и скрылись с ними, вместо того чтобы сообщить полиции и предоставить вещественные доказательства. Тем самым у них исчезало формальное право открывать огонь по машине. Элкингтон лично сообщил, что совершил девять выстрелов в водителя, будучи уверенным, что в машине был третий солдат. Каллахэн утверждал, что выстрелил 12 раз, опасаясь за жизнь третьего моряка, который якобы был в машине и не попадал в поле зрения морских пехотинцев. Оба солдата не признали свою вину и в итоге были оправданы.